# Slættaratindur
Slættaratindur är det högsta berget på Färöarna med en högsta punkt på 880 meter över havet. Berget ligger i den norra delen av Eysturoy mellan byarna Eiði, Funningur och Gjógv.
Berget är ett av de tio berg på Färöarna som har en höjd över 800 meter över havet.